# Callobius severus
Espèce
Synonymes
- Amaurobius severus Simon, 1885
- Amaurobius severinus Chamberlin & Ivie, 1947

Callobius severus est une espèce d'araignées aranéomorphes de la famille des Amaurobiidae.

## Distribution
Cette espèce se rencontre aux États-Unis en Californie, en Oregon et au Washington et au Canada en Colombie-Britannique et  en Alberta,.

## Description

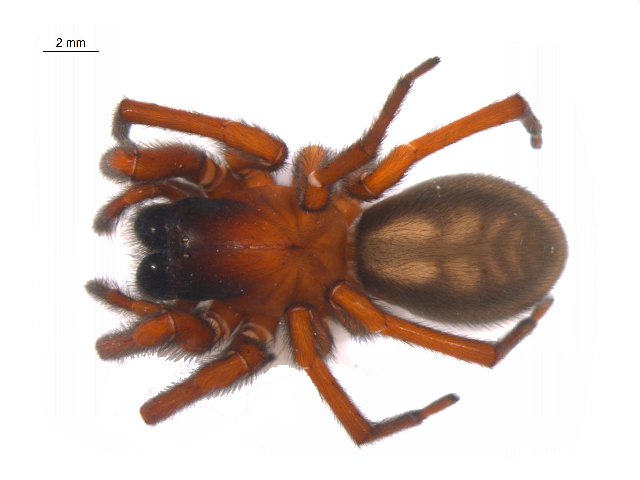
Callobius severus ♀

Le mâle syntype mesure 11,5 mm et la femelle syntype 17 mm.

## Systématique et taxinomie
Cette espèce a été décrite sous le protonyme Amaurobius severus par Simon en 1885. Elle est placée dans le genre Callobius par Chamberlin en 1947.
Amaurobius severinus a été placée en synonymie par Leech en 1972.

## Publication originale
- Simon, 1885 : « Note sur les Amaurobius de l'Amérique du Nord. » Bulletin de la Société Zoologique de France , vol. 9, p. 318-320 (texte intégral).